# Lean (trợ lý chứng minh)
Lean là phần mềm chứng minh định lý và ngôn ngữ lập trình. Ngôn ngữ này được viết dựa trên tích phân của các phép xây dựng cùng tự suy kiểu.
Dự án Lean là dự án mã nguồn mở nằm trên GitHub.  Dự án khởi động bởi Leonardo de Moura tại Microsoft Research vào năm 2013.
Lean có thể biên dịch về JavaScript và chạy trong trình duyệt web. Ngoài ra nó còn có hỗ trợ cho ký tự Unicode. (Các ký tự còn có thể đánh tương tự như LaTeX, ví dụ như dùng "\times" cho "×".) Lean còn có hỗ trợ cho meta-programming.
Lean đã thu hút được sự chú ý từ các nhà toán học như Thomas Hales và Kevin Buzzard. Hales đang sử dụng nó trong dự án của ông, Formal Abstracts. Buzzard sử dụng cho Xena project. Một trong những mục tiêu của dự án Xena là viết lại mọi định lý và chứng minh trong chương trình toán học của trường đại học Imperial College London bằng Lean.

## Các ví dụ
Đây là cách các số tự nhiên được định nghĩa trong Lean.
```
inductive
 
nat
:
 
Type

|
 
zero
:
 
nat

|
 
succ
:
 
nat
 
→
 
nat

```

Định nghĩa phép cộng cho các sự tự nhiên trong Lean.
```
definition
 
add
:
 
nat
 
→
 
nat
 
→
 
nat

|
 
n
 
zero
     
:=
 
n

|
 
n
 
(
succ
 
m
)
 
:=
 
succ
(
add
 
n
 
m
)

```

Một bài chứng minh trong Lean.
```
theorem
 
and_swap
:
 
p
 
∧
 
q
 
→
 
q
 
∧
 
p
:=

    
assume
 
h1
:
 
p
 
∧
 
q
,

    
⟨
h1.right
,
 
h1.left
⟩

```

Bài chứng minh tương tự có thể viết lại như sau.
```
theorem
 
and_swap
 
(
p
 
q
:
 
Prop
)
 
:
 
p
 
∧
 
q
 
→
 
q
 
∧
 
p
:=

begin

    
assume
 
h
:
 
(
p
 
∧
 
q
),
 
-- assume p ∧ q is true

    
cases
 
h
,
 
-- extract the individual propositions from the conjunction

    
split
,
 
-- split the goal conjunction into two cases: prove p and prove q separately

    
repeat
 
{
 
assumption
 
}

end

```